# Kepler-1606 b
Kepler-1606 b (ou KIC 7429240 b) est une planète géante de glaces découverte en 2016,. Son diamètre vaut 18,5 % de celui de Jupiter, soit environ le double de celui de la Terre. Elle se trouve dans la zone habitable de Kepler-1606, une étoile de type spectral G dont la taille et la masse sont légèrement inférieures au Soleil. Sa période orbitale est de 196,4 jours,,. C'est à ce jour l'exoplanète la plus éloignée de notre Terre (2711,9 années lumière ; soit 831,5 parsecs)